# Dino Capovilla
Dino Capovilla (* 1979 in Stuttgart) ist ein deutsch-italienischer Informatiker, Philosoph, Bildungsforscher und Hochschullehrer an der Julius-Maximilians-Universität Würzburg.

## Lebenslauf
Dino Capovilla hat seit seiner Geburt eine Beeinträchtigung des Sehens. Er wuchs in Völs am Schlern in Südtirol auf und besuchte dort die allgemeinbildende Schule und die Handelsoberschule in Bozen. Erst spät erhielt er Unterstützung in der Schule. Er erwarb in Südtirol seine Hochschulreife und studierte in München Informatik. Nach dem Studium der Informatik an der TU München und Philosophie an der Fernuniversität Hagen arbeitete Dino Capovilla als Lehrer für Informatik und Mathematik in Südtirol. Als wissenschaftlicher Mitarbeiter von Prof. Dr. Peter Hubwieser wurde er 2015 an der TUM School of Education mit Auszeichnung promoviert und dafür mit dem Kulturpreis Bayern ausgezeichnet. 2016 wechselte er auf die Juniorprofessur für Pädagogik bei Beeinträchtigungen des Sehens der HU Berlin. Seit 2020 ist Dino Capovilla Inhaber des Lehrstuhls für Pädagogik bei Sehbeeinträchtigungen sowie Allgemeine Heil-, Sonder- und Inklusionspädagogik der Universität Würzburg. Insgesamt gibt es für diese Fachrichtung in Deutschland fünf Lehrstühle. Dino Capovilla ist einer der wenigen Menschen mit einer angeborenen, sichtbaren Behinderung, die eine Professur innehaben.

## Arbeitsschwerpunkte
Dino Capovilla ist Forscher und Aktivist. Er kämpft für bessere Lebensbedingungen behinderter Menschen in der Tradition der Behindertenbewegung. Seine Forschung wendet qualitative und quantitative Methoden an. Ziel ist es, die Teilhabe durch Technologie und interdisziplinäre didaktische Ansätze im gemeinsamen Unterricht zu verbessern. Ebenso liegt Capovilla die Ausbildung der Lehramtsstudierenden sehr am Herzen und er fordert ein Umdenken weg von der Schaustunde hin zu einer reflexiven Gestaltung von schulischen Praktika.

## Herausgeberschaften & Mitgliedschaften
- Dino Capovilla ist Mitherausgeber der Zeitschrift Gemeinsam Leben.
- Mitglied im Beirat des Vierten Teilhabeberichts der Bundesregierung über die Lebenslagen von Menschen mit Beeinträchtigungen. Bundesministerium für Arbeit und Soziales.
- Mitglied im Beirat für Profilschulen für Informatik und Zukunftstechnologie. Bayerisches Staatsministerium für Unterricht und Kultus.

## Soziale Medien
- Dino Capovilla betreibt gemeinsam mit Sophia Falkenstörfer den Instagram-Kanal KörperSehen_uniwue.
- Veröffentlichte Videos über den sonderpädagogischen Schwerpunkt Sehen

## Bücher
- Mein Name ist Tostbrot (2011)

## Wissenschaftliche Schriften
- Inklusion in der Informatischen Bildung am Beispiel von Menschen mit Sehschädigung (Dissertation, 2015)
- mit Hastall, M.R. und Gebhardt, M. (2018) „Mach mal Platz, hier kommt ein Behinderter“
- Capovilla, D. (2021). Behindertes Leben in der inklusiven Gesellschaft. Ein Plädoyer für Selbstbestimmung. Weinheim: Beltz Juventa.